# Kątownik (narzędzie)

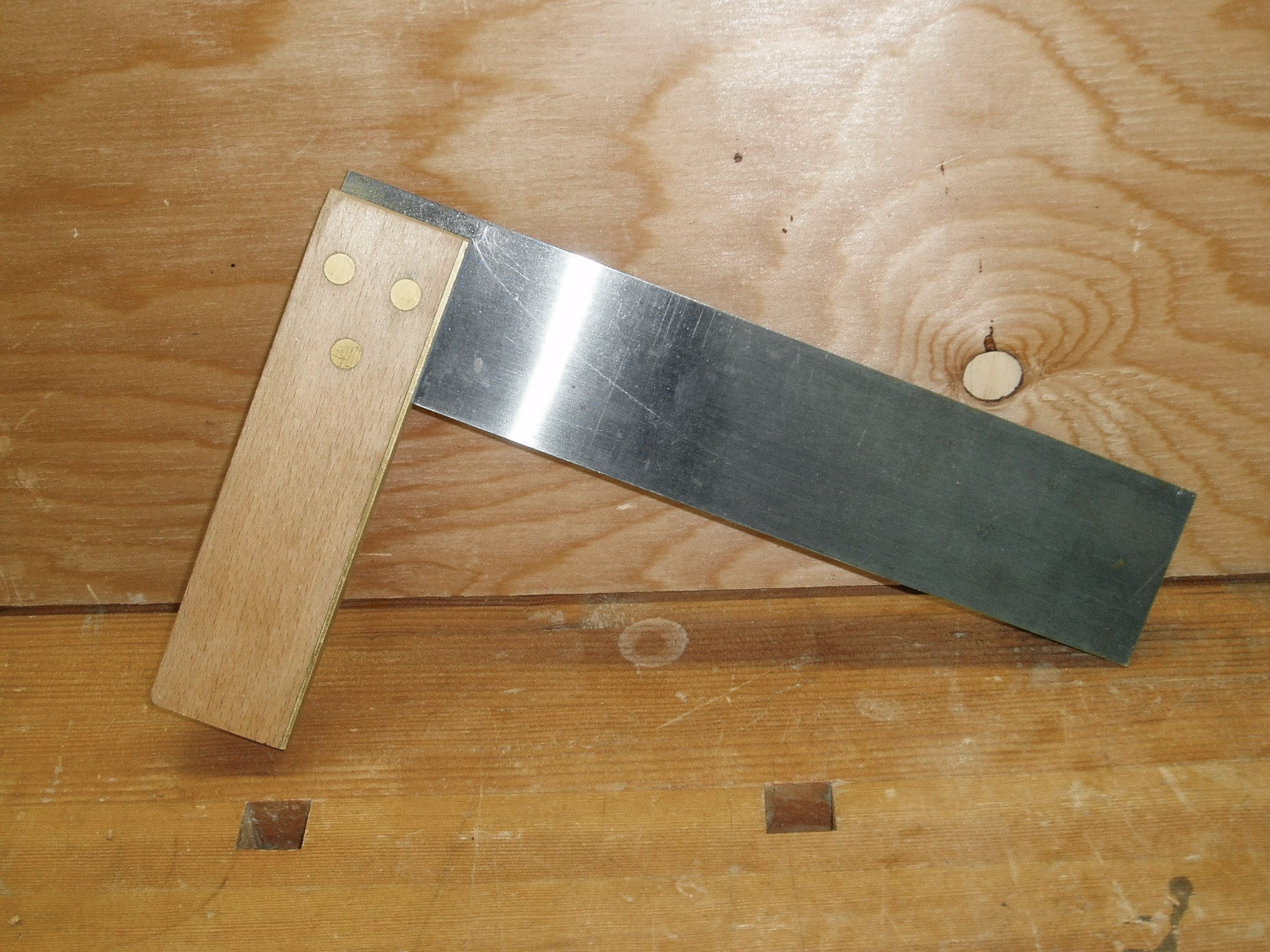
kątownik stolarski

kątownik budowlany

Kątownik – narzędzie służące do wyznaczania kąta prostego, używane w budownictwie, stolarstwie i ciesielce oraz w ślusarstwie.
Rodzaje kątowników:
- stolarski
- ślusarski
- regulowany
- kątownik płaski